# デヴィッド・オライリー (映画監督)
デヴィッド・オライリー（David OReilly、1985年6月21日 - ）はアイルランドの映画監督。
主に3Dアニメーションを制作している。